# فيرجال كيني
فيرجال كيني (بالإنجليزية: Fergal Keane)‏ هو صحفي ومخرج بريطاني، ولد في 6 يناير 1961 في لندن في المملكة المتحدة.

## وصلات خارجية
- فيرجال كيني على موقع IMDb (الإنجليزية)
- فيرجال كيني على موقع قاعدة بيانات الفيلم (الإنجليزية)